# Preisbündelung
Unter dem Begriff Preisbündelung („Pricing Bundle“) versteht man in den Wirtschaftswissenschaften ein Instrument der Preispolitik. Hierbei werden verschiedene Produkte zu einem Gesamtpreis angeboten, der günstiger ist, als die Produkte einzeln zu kaufen.
Man kann reine Bündelung, gemischte Bündelung und Entbündelung unterscheiden. Bei der reinen Bündelung werden die Produkte nur in Kombination angeboten und sind nicht einzeln zu erwerben. Bei gemischter Bündelung können die Produkte des Bündels auch einzeln erworben werden. Von Entbündelung spricht man, wenn überhaupt keine Bündel angeboten werden.
Eine Preisbündelung ist sinnvoll, wenn die Zahlungsbereitschaft der Konsumenten für die gebündelten Produkte negativ korreliert ist. Zudem eignen sich Produkte mit relativ kleinen variablen Kosten besonders für eine Preisbündelung.